# Wojciech Trawczyński
Wojciech Trawczyński (ur. 20 kwietnia 1979, zm. 17 października 2004) – polski siatkarz.

## Życiorys
Od 2004 występował w Avii Świdnik, a wcześniej bronił barw Wifamy Łódź i rezerw bełchatowskiej Skry. Pochodził z Piaseczna. Na parkiecie realizował zadania środkowego. Ukończył studia z marketingu i zarządzania w Łodzi.
Wojciech Trawczyński był jednym z trzech siatkarzy Avii Świdnik, którzy ponieśli śmierć w wypadku drogowym w nocy 17 października 2004. Oprócz niego zginęli Łukasz Jałoza i Jakub Zagaja oraz kierowca Stefan Sznajder. Zawodnicy wracali z meczu serii B I ligi z Orłem Międzyrzecz. Między miejscowościami Pociecha i Bogucin (koło Lublina) bus wiozący siatkarzy zjechał na lewy pas jezdni i zderzył się z nadjeżdżającym z naprzeciwka Tirem. 
Trzem zmarłym siatkarzom nadano tytuł honorowego obywatela Świdnika, ogłoszono także w mieście żałobę. Na wypadek zareagował Polski Związek Piłki Siatkowej, wydając decyzję o pozostaniu Avii Świdnik w lidze bez względu na uzyskane w dalszej części sezonu wyniki (Avia zawiesiła swoje mecze do końca rundy jesiennej).